# Ku Bon-chan
Ku Bon-chan (n. 31 ianuarie 1993, Gyeongju⁠(d), Coreea de Sud) este un arcaș ce a reprezentat Coreea de Sud, medaliat olimpic. A participat la o ediție a Jocurilor Olimpice (2016) în care a câștigat două medalii de aur.